# Kraska abisyńska
Kraska abisyńska (Coracias abyssinicus) – gatunek średniej wielkości ptaka z rodziny krasek (Coraciidae). Występuje w Afryce – w strefie Sahelu i przyległych do jego południowych krańców obszarach – oraz w południowo-zachodniej części Półwyspu Arabskiego. Niezagrożony wyginięciem.

## Taksonomia
Gatunek ten w XVIII wieku opisali Buffon i Latham, został też zilustrowany w Planches enluminées d’histoire naturelle (tablica barwna nr 626), ale nazwę zgodną z zasadami nazewnictwa binominalnego jako pierwszy przydzielił mu Johann Hermann w 1783 roku. Nazwał on tego ptaka Coracias abyssinica, a jako miejsce typowe wskazał Abisynię (dawna nazwa Etiopii). Akceptowaną przez IOC nazwą jest Coracias abyssinicus. Często włączany w nadgatunek obejmujący prócz C. abyssinicus także kraskę liliowopierśną (C. caudatus) oraz zwyczajną (C. garrulus). Wydaje się być bliżej spokrewniony z C. caudatus; możliwe jest również bliskie pokrewieństwo z kraską flagosterną (C. spatulatus). Drugi człon nazwy naukowej bywa zapisywany jako abyssinica (jak w oryginalnej nazwie), mimo że Coracias jest rodzaju męskiego.
Monotypowy. Dawniej istniał podział na podgatunek z zachodniej części zasięgu – minor – oraz ze wschodniej (z Arabii) – arabica. Podgatunek zachodni miał mieć mniejsze rozmiary, jednak chodzi tu prawdopodobnie o zjawisko ekokliny – z zachodu na wschód długość ozdobnych sterówek tych ptaków wzrasta.

## Morfologia
Długość ciała wynosi 28–33 cm, nie licząc wydłużonych sterówek; wraz z nimi długość ciała zwiększa się o około 12 cm. Skrzydło mierzy 16–17,5 cm długości, ogon 14–15 cm (wraz z wydłużonymi piórami – 25–30 cm), dziób 36–40 mm, a skok 24–25 mm. Masa ciała mieści się w przedziale 99,5–140 g.
Broda i czoło białe, pozostała część głowy jasnoniebieska. Wierzch ciała brązowy z ciemnoniebieskim kuprem, pokrywami nadogonowymi i środkową częścią sterówek. Poza tym większa ich część ma barwę błękitną; dwie zewnętrzne sterówki są wydłużone, przypominając nieco chorągwie. Pokrywy skrzydłowe małe ciemnoniebieskie, poza tym skrzydła jasnoniebieskie, podobnie jak i cały spód ciała. Gardło i górną część piersi pokrywają delikatne, białe paski. Nie występuje dymorfizm płciowy. U osobników młodych upierzenie bardziej matowe, części niebieskie mają oliwkowy odcień, grzbiet i pierś brązowawe. Purpurowoniebieskie pokrywy skrzydłowe mniej wyróżniają się na tle całego skrzydła.

## Zasięg występowania
Zasięg występowania rozciąga się od Senegalu do wschodniej Etiopii, północnej Erytrei i północno-zachodniej Kenii, na północy zasięg ograniczony Saharą, zaś na południu granicą strefy wilgotnych lasów równikowych. Prócz tego C. abyssinicus zasiedla południowo-zachodni Półwysep Arabski. Populacja zamieszkująca sawanny krainy Sudanu osiadła. W porze deszczowej celem odbycia lęgów odwiedza strefę Sahelu wokół równoleżnika 15°N (granica ta jest różna w poszczególnych państwach; w Nigrze występuje do około 18°N, w Czadzie do 16°N, zaś w Etiopii do 17°N).
Kraska abisyńska zamieszkuje suche zadrzewienia z regularnie rozmieszczonymi drzewami, także sawanny z obecnymi akacjami i okolice bagien. Ze środowisk ludzkich występuje na pastwiskach i polach uprawnych manioku i zbóż. Często spotykana na obszarach po pożarach. W północnej Ugandzie stwierdzana do 1500 m n.p.m., do 2000 m n.p.m. w Arabii oraz do 2430 m n.p.m. w Etiopii.

## Zachowanie
W locie C. abyssinicus odzywa się ostrym, szorstkim rak lub gak, głośnym jak u innych krasek, a przesiadując na gałęzi eksplozyjnym aaaarh trwającym 0,5–1 sekundy. W trakcie przeganiania intruza krzyczy aaaaar-aaaaar. Popisując się w powietrzu, odzywa się gwałtownie powtarzanym, aż w końcu ostrym i natarczywym ra-ra-ra-ra-gaa-gaa-gaa-aaaaaar, aaaaaar.
Pożywienie stanowią duże bezkręgowce, jak prostoskrzydłe, chrząszcze, gąsienice i uskrzydlone termity. Siedzi na gałęzi, drucie telegraficznym lub dachu wypatrując zdobyczy, po czym rzuca się w jej kierunku, lecąc lotem ślizgowym ostatnie kilka metrów. Może połknąć ofiarę w całości lub zabrać ją w swój punkt obserwacyjny celem wypatroszenia. Stadami około 20 ptaków zbiera się w miejsca, w których właśnie płoną krzewy, żeby zjadać wypłoszone owady; w tym samym celu podąża za stadami antylop albo śledzi białorzytki z rodzaju Oenanthe.

## Lęgi

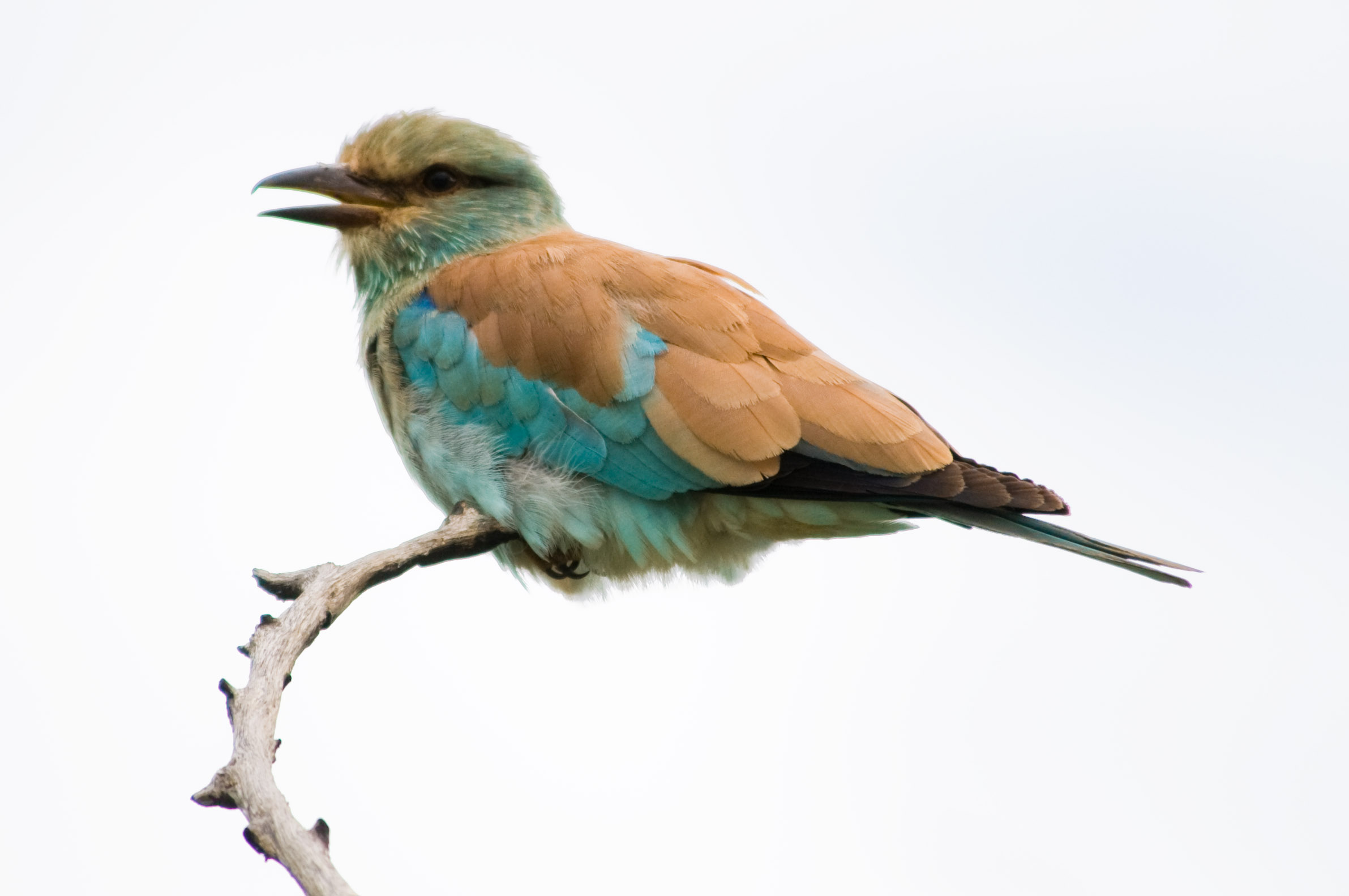
Osobnik sfotografowany w Parku Narodowym Krugera (brak ozdobnych sterówek, prawdopodobnie przechodzi pierzenie)

Zniesienia stwierdzano od lutego do czerwca, także na Półwyspie Arabskim; w Etiopii nieco później, od kwietnia do października. Gatunek monogamiczny. Wykazuje terytorialność za pomocą głosu lub pokazów powietrznych, w trakcie których gwałtownie opada w dół ze złożonymi skrzydłami, leci szybko na równym poziomie, piskliwie krzyczy i leci po linii falistej, a następnie wznosząc się i powtarzając wszystkie czynności. Atakując człowieka, zmienia kierunek lotu w ostatniej chwili. Ptaki pozostają w parze cały rok.
Gniazdo mieści się w dziupli drzewa, np. baobabu lub Dobera glabra, albo palmy, jak Hyphaene thebaica. Może również zagnieździć się w kopcu termitów albo w otworze w budynku. Jako wyściółki kraska abisyńska używa wiórów drzewnych lub części roślinnych. Gniazdo znajduje się na wysokości 3–8 m nad ziemią. W zniesieniu od 3 do 6 jaj (zazwyczaj 4) o wymiarach około 23,5–31,5 mm na 18,5–26 mm. Brak dalszych informacji.

## Status zagrożenia
Przez IUCN gatunek klasyfikowany jest jako najmniejszej troski (LC, Least Concern). Wydaje się, że rozwój rolnictwa i budowanie małych wsi sprzyja poszerzaniu zasięgu. C. abyssinica występuje w kilku parkach narodowych, np. PN Oiseaux du Djoudj (Senegal), PN Komoé (Wybrzeże Kości Słoniowej), PN Waza (Kamerun), PN Dindar (Sudan), Auasz (Etiopia) i Park Narodowy Wodospadu Murchisona (Uganda).